# Samsung Techwin SGR
Samsung Techwin SGR är ett helt automatiskt intelligent övervakningssystem. Systemet är tänkt att ersätta mänskliga vakter i vakttorn. SGR systemet är utvecklat av Samsung Techwin och testades först 2006. Systemet består av flera kameror inklusive värmekamera och fäste för vapen, både skarpa (till exempel maskingevär eller granatkastare) och icke skarpa (till exempel ljus, ljud). Systemet kan kompletteras med flera moduler och även en markradar för att upptäcka objekt i rörelse vid dåligt väder.
Vaktroboten kan upptäcka eventuella hot på upp till 3,2 kilometers avstånd. Systemet kostar från cirka 185 000 euro.